# Schiedea kaalae
Schiedea kaalae är en nejlikväxtart som beskrevs av Heinrich Wawra. Schiedea kaalae ingår i släktet Schiedea och familjen nejlikväxter. IUCN kategoriserar arten globalt som akut hotad. Inga underarter finns listade i Catalogue of Life.

## Bildgalleri

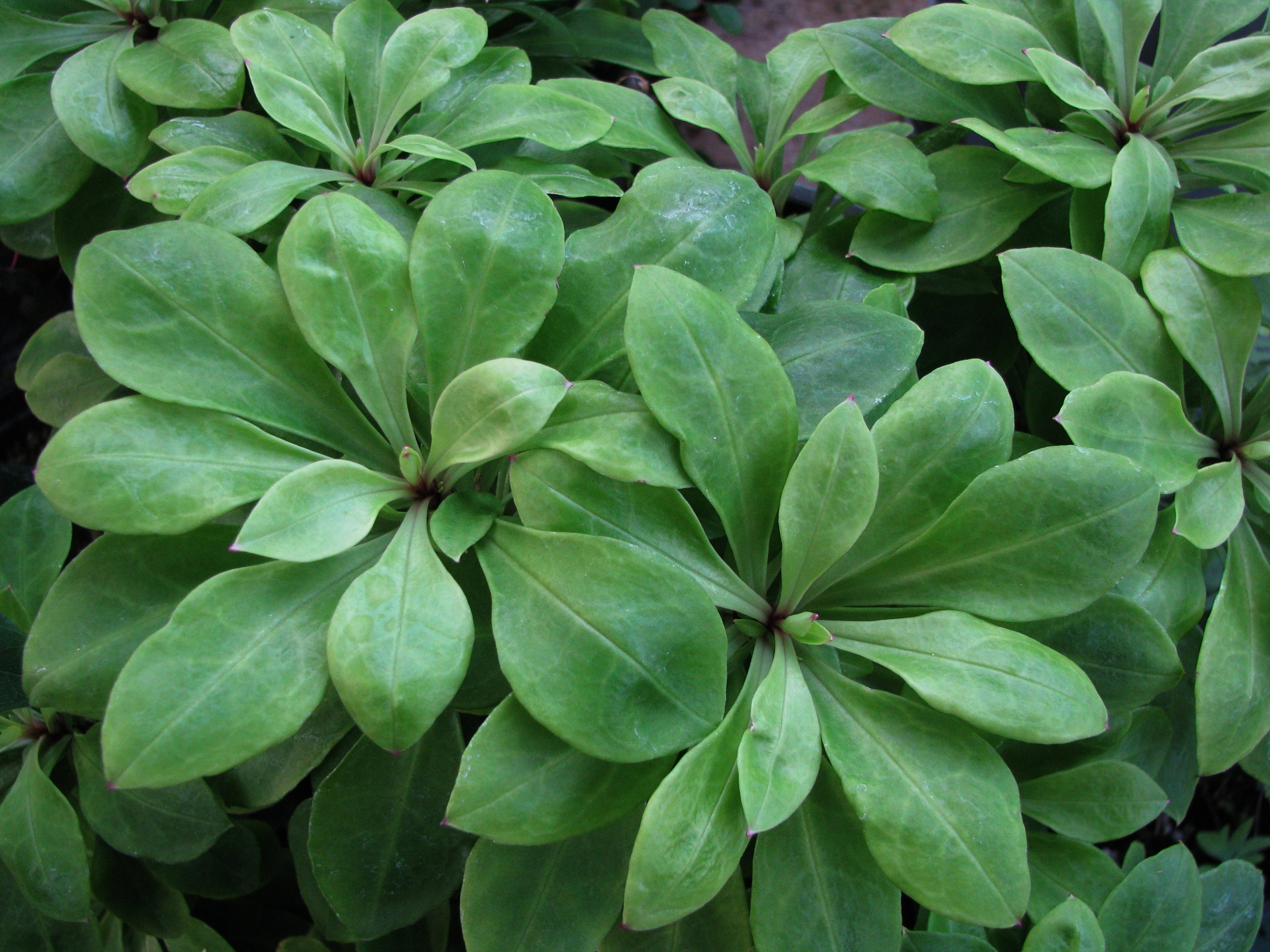
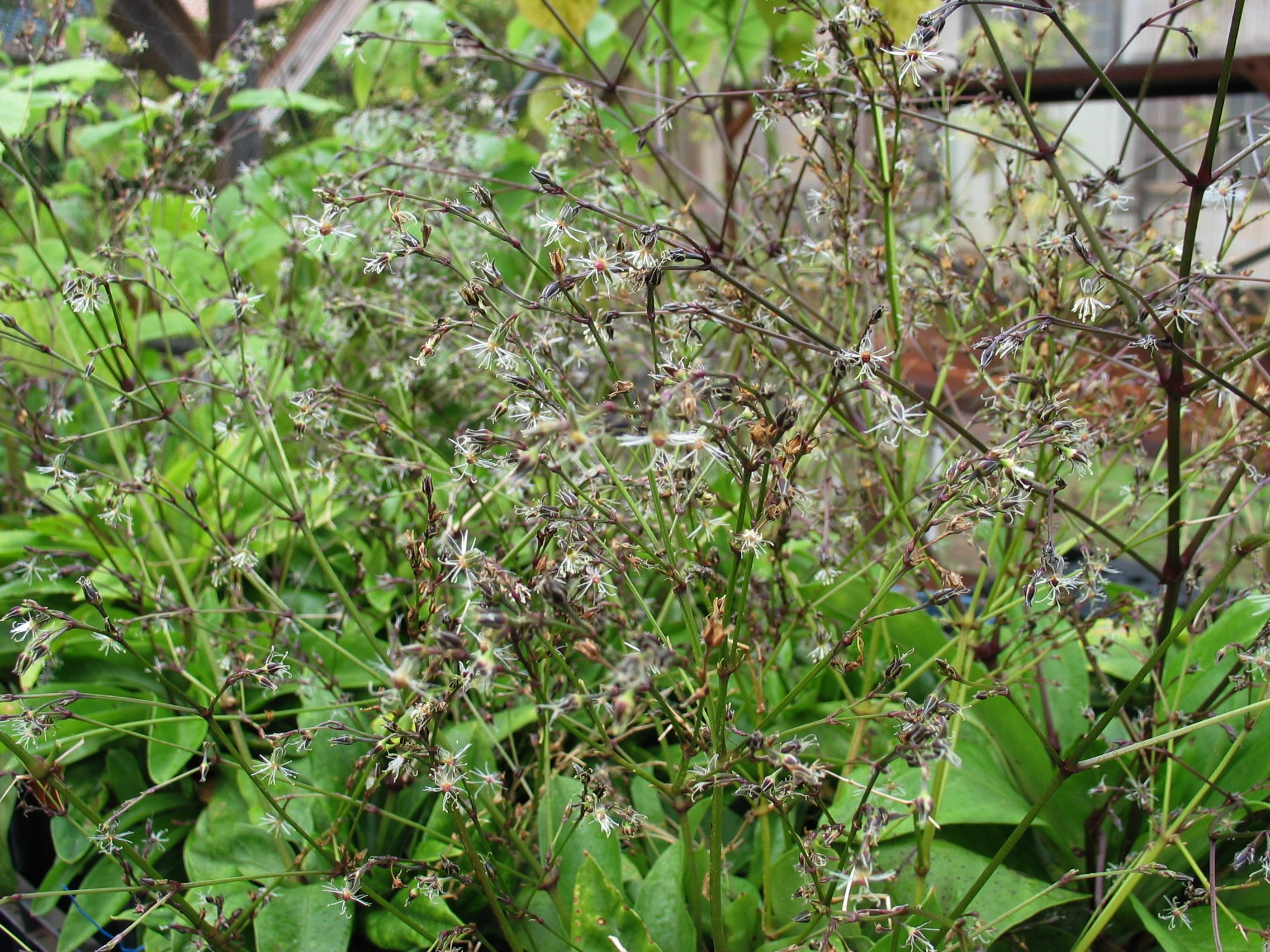
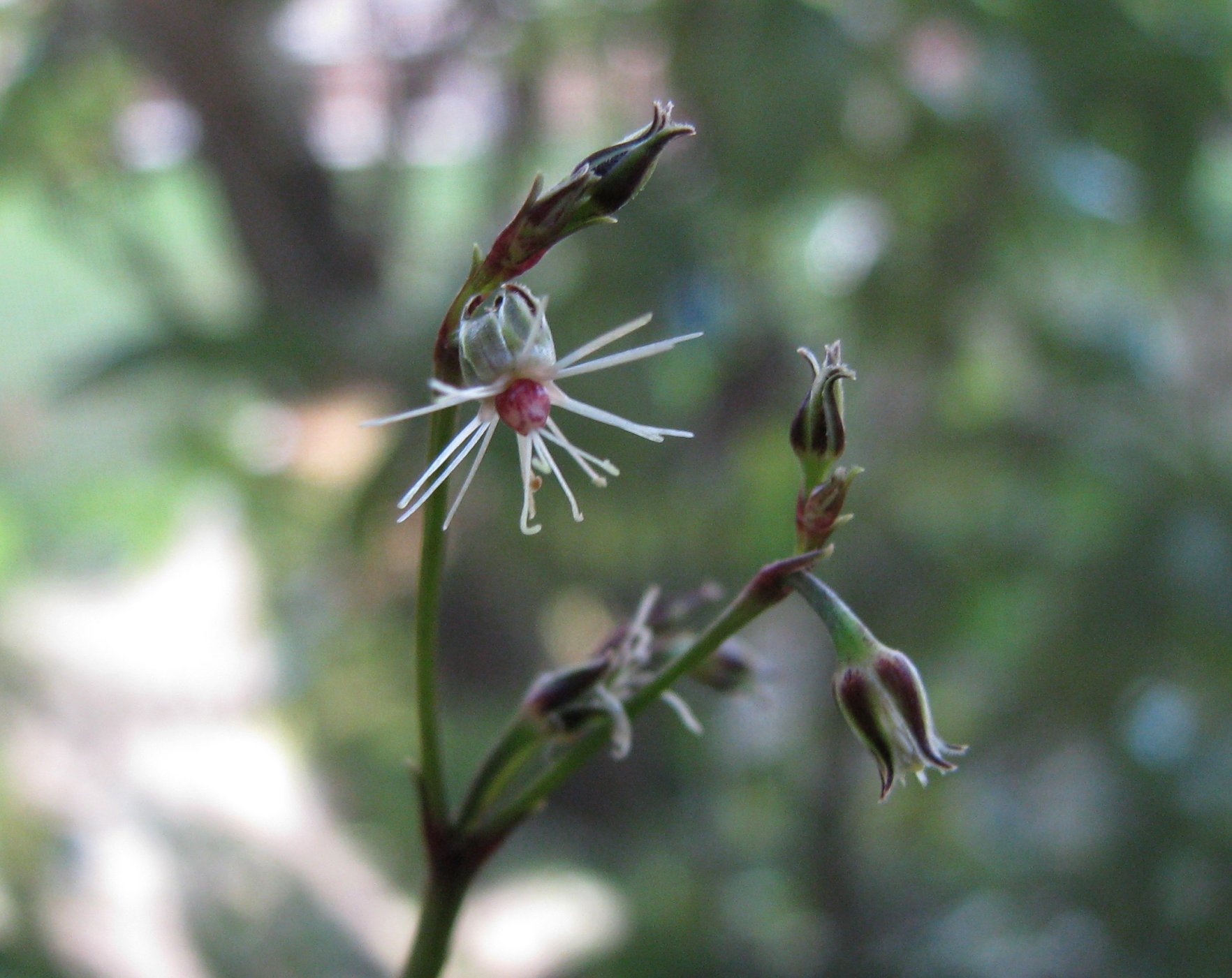